# Катич, Даниэль
Даниэль Катич (хорв. Daniel Katić; род. 26 апреля 2003) — хорватский футболист, защитник клуба «Аугсбург II», выступающий на правах аренды за «Муру».

## Карьера
На молодёжном уровне выступал за «Кёнигсбрунн» и «Аугсбург». В июле 2022 года был заявлен за вторую команду последних, выступающую в Региональной лиге «Бавария». Дебютировал за клуб в матче против «Швайнфурта». В августе 2023 года был отдан в аренду словенской «Муре». Дебютировал в Чемпионате Словении 29 октября против «Радомлье».

## Карьера в сборной
Выступал за национальные команды Хорватии до 17 и 18 лет.